# Boninthemis insularis
Boninthemis insularis es la única especie del género Boninthemis, en la familia Libellulidae. Es endémica de Japón.